# Madison Pettis
 (avril 2021).
Si vous disposez d'ouvrages ou d'articles de référence ou si vous connaissez des sites web de qualité traitant du thème abordé ici, merci de compléter l'article en donnant les références utiles à sa vérifiabilité et en les liant à la section « Notes et références ».
Madison Michelle Pettis est une actrice américaine née le 22 juillet 1998 à Arlington (Texas).

## Biographie
Madison Pettis, fille de la franco-italienne Mazine Myriem et de l'Américain Steven Pettis (membre du groupe Disney Channel Games), a d'abord été remarquée lorsque sa mère est entrée dans une recherche de couverture annuelle organisée par FortWorthChild, un magazine parental. À partir de là elle a commencé à modeler et agiter dans des publicités, elle avait un agent et un site web à l'âge de cinq ans. Elle est connue pour avoir eu le rôle de la fille du président des États-Unis d'Amérique, Sophie Martinez, surnommée « le Petit Ange de l'Amérique » dans la série Disney Cory est dans la place. Grâce à ce rôle, elle a fait une brève apparition dans Hannah Montana en tant que Sophie Martinez. En 2007, elle a également interprété le rôle de Peyton Kelly dans Maxi papa aux côtés de The Rock. De plus, elle est apparue dans Barney (Barney & Friends), en tant que Bridget, dans lequel elle a chanté et dansé. En 2008, elle a fait les voix additionnelles dans le film d'animation Horton.
Sa meilleure amie est Alli Simpson, la sœur du chanteur Cody Simpson. Son ami le plus proche est le chanteur Greyson Chance.

## Filmographie

### Cinéma
- 2006 : Thank You God for... Friends and Helpers : Bria (voix)
- 2007 : Maxi papa : Peyton
- 2008 : Le Pacte mystérieux (Mostly Ghostly) : Tara
- 2008 : Sept vies (Seven Pounds) : La fille de Connie
- 2008 : Free Style : Bailey Bryant
- 2008 : Horton (Horton Hears a Who!) : Voix additionnelles (voix)
- 2010 : Le Chihuahua de Beverly Hills 2 : Lala (voix)
- 2010 : La Mission de Chien Noël : Willamina
- 2014 : Surtout Fantomatique: Avez-vous rencontré mon ami Ghoul (Mostly Ghostly: Have You Met My Ghoulfriend) : Tara
- 2015 : Avez-vous la foi ? (Do You Believe?) de Jon Gunn : Maggie
- 2020 : American Pie Présente : Girls Power (American Pie Presents: Girls' Rules) de Mike Elliott : Annie Watson
- 2021: Il est trop bien ( He's All That) de Mark Waters : Alden
- 2022 : Margaux de Steven C. Miller : Hannah
- 2023 : Deltopia de Michael Easterling et Jaafa Ruffman : Ellery

### Télévision

#### Séries télévisées
- 2006 : Jericho : Stacy Clemons
- 2007 : Hannah Montana : Sophie Martinez
- 2007 : Les 4400 (série télévisée) : Isabelle Tyler jeune
- 2007 : Barney (Barney & Friends) : Bridget (2 épisodes)
- 2007–2008 : Cory est dans la place (Cory in the House) : Sophie Martinez (34 épisodes)
- 2008 : Agent Special OSO : Katie (2 épisodes)
- 2009–2014 : Phinéas et Ferb (Phineas and Ferb) : Adyson (voix)
- 2011 : L'Heure de la peur : Julie
- 2011–2015 : Jake et les Pirates du Pays imaginaire : Izzy (voix, 93 épisodes)
- 2011–2013 : La Vie mouvementée de Tess Foster (Life With Boys) : Allie Brooks (40 épisodes)
- 2012–2015 : Les Bio-Teens (Lab Rats) : Janelle (10 épisodes)
- 2015–2016: The Fosters : Daria (6 épisodes)
- 2015 : Parenthood : Lynne
- 2016 : The Real O'Neals : Chloe Perrente
- 2016–2019 : La Garde du Roi Lion : Zuri (voix, 6 épisodes)
- 2017 : New York, unité spéciale : Stacey Vanhoven (saison 19, épisode 4)
- 2018 : Princesse Sofia : Cassandra
- 2018–2019 : Fancy Nancy :  Bridgette (2 épisodes)
- 2018–2019 : Five Points : Natasha 'Tosh' Bennett (20 épisodes)
- 2019–2021 : Mickey et ses amis : Top départ! : Princess Olivia / Olivia (2 épisodes)

#### Téléfilms
- 2008 : A Muppets Christmas: Letters to Santa : Claire
- 2014 : Max et la crypte des revenants : ma fiancée est un fantôme : Tara
- 2016 : D'amour et d'orchidée : Frankie